# Polyxenida
Ordre
Les Polyxenida sont un ordre de myriapodes (« mille-pattes »), de la classe des Diplopoda.

## Liste des familles
Selon Catalogue of Life (15 février 2025) :
- famille Lophoproctidae
- famille Polyxenidae
- famille Synxenidae

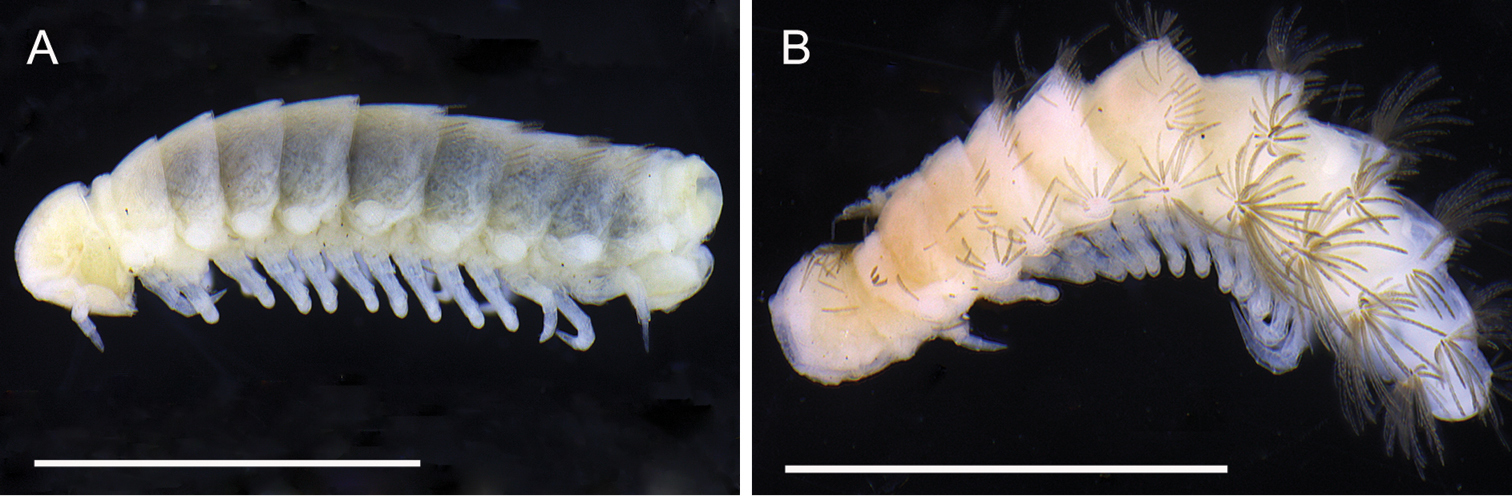
Lophoproctus coecus (Lophoproctidae)
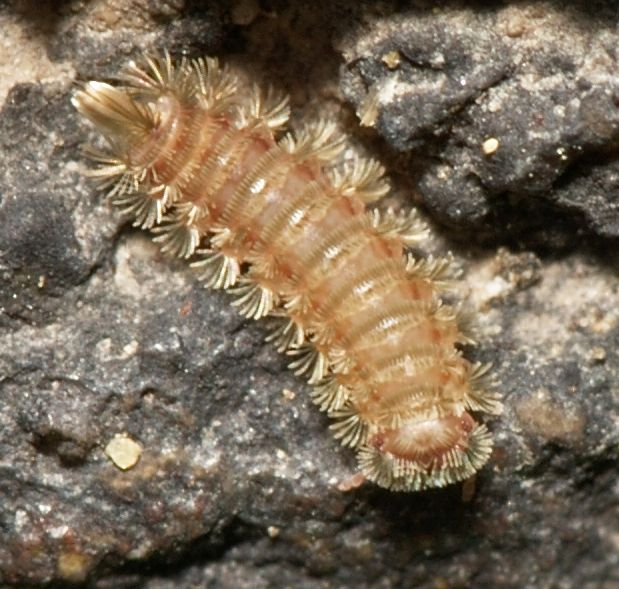
Polyxenus lagurus (Polyxenidae)
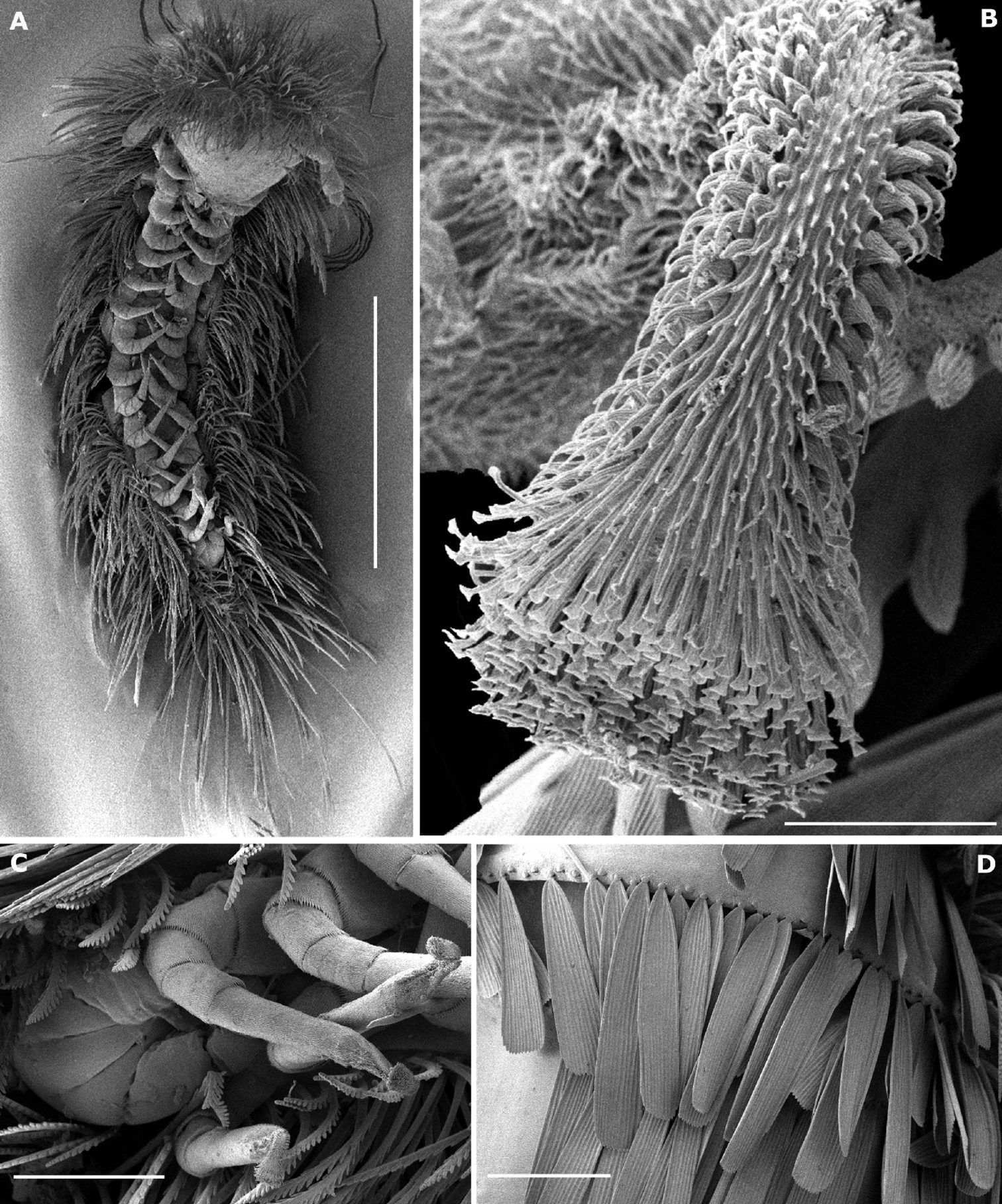
Phryssonotus brevicapensis (Synxenidae)